# シェルバ C-6

シエルバ C.6はフアン・デ・ラ・シエルバが製作した6番目のオートジャイロで、ある程度の距離/時間の飛行に成功した初めての機体である。

## 概要
アブロ 504の機体に回転翼を取り付けたもので、回転翼の回転面を傾けることによる制御もできたが、横風などに対応するために補助翼・方向舵・昇降舵の三舵に頼るところが大きかった。
1924年3月に3回の初飛行を行い、このうち一回は、クアトロ・ビエントス空港からヘタフェ空軍基地までの約8分間／10.5km（6.5マイル）を飛ぶことに成功した。
フアン・デ・ラ・シエルバは1925年にC.6をイギリス空軍省に持ち込んでデモンストレーションを行い、1926年に実業家のジェームズ・ジョージ・ウィアーの援助を受けシエルバ・オートジャイロ・カンパニーをイギリスで設立した。
1992年に開催されたセビリア万国博覧会でシエルバ C.6のレプリカが製作された。このレプリカは現在、スペイン航空宇宙博物館で展示されている。